# Barry E. Wilmore
Barry Eugene " Butch" Wilmore  (29 de diciembre de 1962) es un astronauta de la NASA y Piloto de pruebas de la Armada de los Estados Unidos. En noviembre de 2009 realizó un vuelo espacial consistente en una misión de 11 días a bordo del transbordador espacial Atlantis a la Estación Espacial Internacional. Con él se encontraban otros cinco tripulantes más para llevar a cabo la misión STS-129; Wilmore fue designado como piloto.
Antes de ser seleccionado como astronauta de la NASA en julio de 2000, era un experimentado piloto de pruebas de la Marina. También participó en el desarrollo de T-45 Goshawk entrenador de jet.

## Vida personal

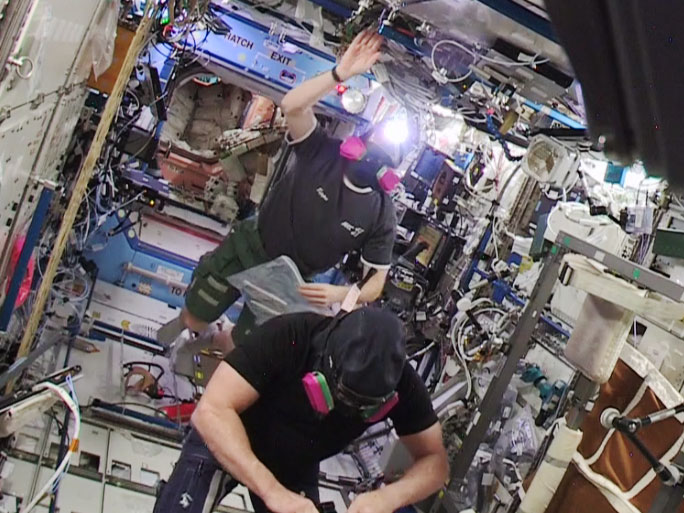
Los astronautas Barry Wilmore (en primer plano) y Terry Virts reingresaron al segmento estadounidense con máscaras protectoras.

Wilmore nació en Murfreesboro, Tennessee, pero se crio en Mount Juliet con su madre y su padre Eugene Faye. Wilmore tiene un hermano, un hermano llamado Jack Wilmore, que reside en Franklin (Tennessee). Está casado con la ex Miss Deanna Newport de Helenwood (Tennessee). Wilmore Actualmente vive en Houston Texas con su familia.

## Educación
Barry Wilmore graduó de Escuela Secundaria de Mont. Juliet, Tennessee. Wilmore ha recibido una Licenciatura de Ciencia y Master de ciencia se graduó de la Universidad Tecnológica de Tennessee en ingeniería eléctrica, y una Maestría en Ciencias en Aviación Sistemas de la Universidad de Tennessee.

## Experiencia militar
Barry Wilmore tiene más de 6.200 horas de vuelo y 663 aterrizajes de portador, todo en táctica aviones jet, y es un graduado de la United States Naval Test Pilot School (USNTPS).
Durante el mandato de Wilmore como oficial naval de la flota y piloto, Wilmore completó cuatro despliegues operativos, al volar el avión y LTV A-7 Corsair II McDonnell Douglas F/A-18 Hornet desde las cubiertas de portaaviones USS Forrestal (CV-59), USS John F. Kennedy (CV-67) y la USS Dwight D. Eisenhower (CVN-69). Ha volado misiones en apoyo de la Operación Escudo del Desierto, la Operación Tormenta del Desierto y la Operación Vigilancia del Sur sobre los cielos de Iraq, así como las misiones de más de Bosnia en apoyo de EE.UU. y los intereses de la OTAN. Wilmore completa con éxito 21 misiones de combate durante la Operación Tormenta del Desierto durante el funcionamiento del USS John F. Kennedy . Despliegue operativo más reciente de Wilmore estaba a bordo del USS  Dwight D. Eisenhower con el "Blue Blasters " de Strike Fighter Escuadrón 34 (VFA-34), un escuadrón F/A-18 basado en Estación Naval Aérea Oceana, Virginia.
Como piloto de prueba de la Marina Wilmore participó en todos los aspectos del desarrollo inicial del jet T-45 de entrenamiento para incluir la certificación de aterrizaje transportista inicial y de alto ángulo de las pruebas de vuelo de ataque. Su gira de ensayo también incluyó una temporada en USNTPS como los sistemas y de ala fija instructor " Ensayos en Vuelo ". Antes de su elección a la NASA, Wilmore fue de intercambio a la Fuerza Aérea como un instructor de " prueba de vuelo " en la EE.UU. Prueba de la Fuerza Aérea de la Escuela de Pilotos en Edwards Air Force Base, California.

## Experiencia NASA

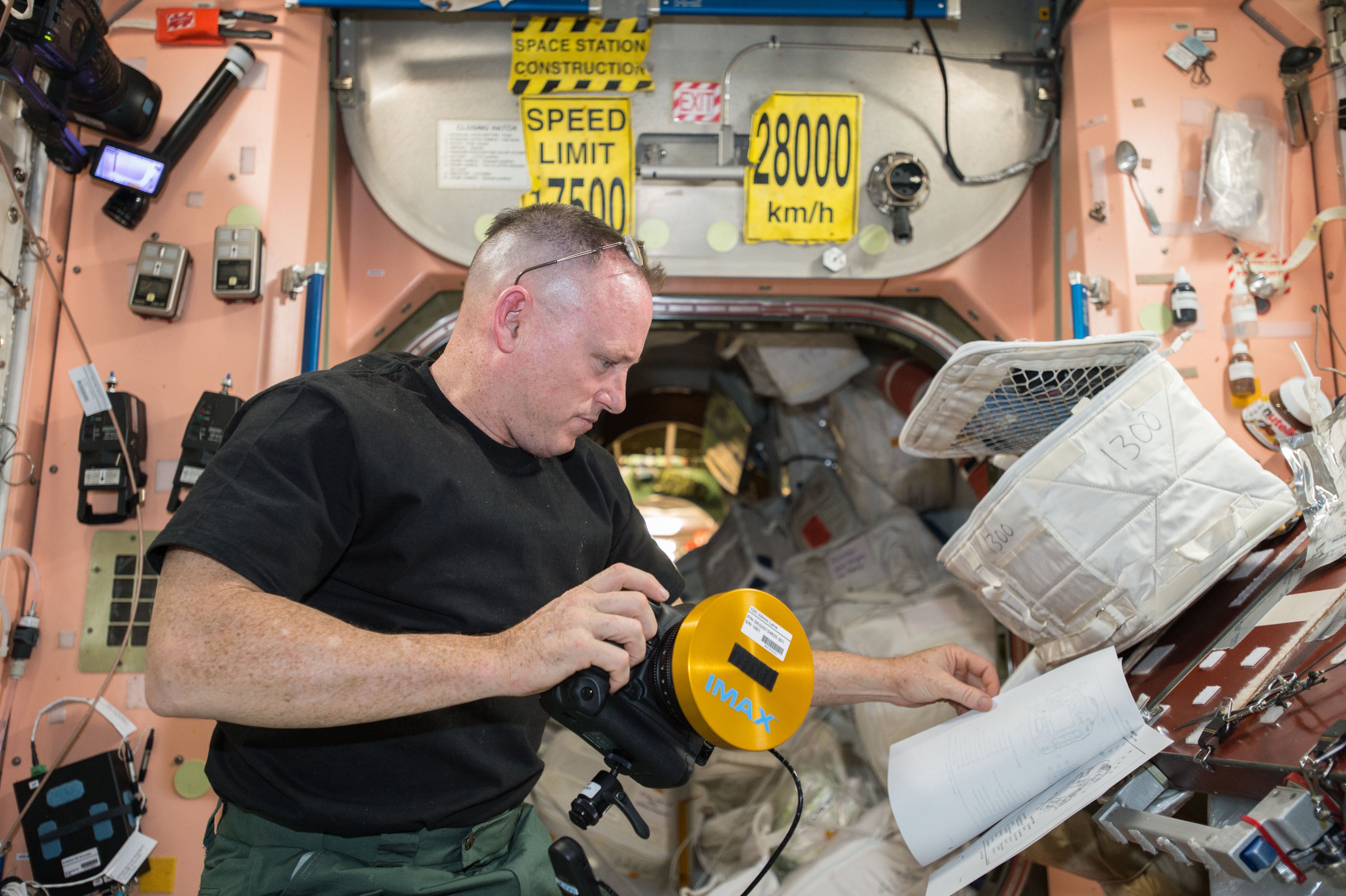
NASA astronaut Butch Wilmore reads up on the finer points of using a Canon EOS-1D C camera with a Canon CN-E24mm T1.5 L F

Wilmore fue seleccionado como piloto por NASA en julio de 2000, e informó de la formación que agosto. Tras la finalización de dos años de formación y evaluación, Wilmore fue asignado funciones técnicas que representan a la Oficina de Astronautas en todos los problemas de los sistemas de propulsión, incluyendo el Motor principal (cohete), Cohete de combustible sólido, tanque externo, y también sirvió en el equipo de la ayuda del astronauta que viajó al Centro Espacial Kennedy, Florida, en apoyo del lanzamiento y las operaciones de desembarque.

### STS -129
Wilmore piloteó el  Transbordador espacial Atlantis  para la misión STS-129 a la Estación Espacial Internacional.

### STS-135
Wilmore sirvió como CAPCOM durante el ascenso y el aterrizaje del Transbordador espacial Atlantis en la STS-135, el último vuelo histórico de la NASA de 30 años Programa del transbordador espacial.

## Premios y honores
Barry Wilmore ha recibido numerosas medallas, premios y honores. Estos incluyen la Medalla de Servicio Meritorio Naval, la Medalla Aérea  ( 5 ), 3 con el Combate " V " designación, la Medalla de la Armada de Encomio ( 6 ), 3 de los cuales también tienen la designación de Combate " V ", la Medalla de la Armada  de Logro ( 2 ), y numerosas decoraciones Unidad. También ha recibido la Escuela de Candidatos a Oficiales (Marina de los EE.UU.) ( AOCS ) premio " Distinguished Graduate Naval ". También forma parte de la "Lista de Commodore Con Distinción " Initial Naval Flight Training. También ha ganado el EE.UU. Flota del Atlántico  " Light Attack Wing One - Piloto del Año" (1991) y EE.UU. Flota del Atlántico " Strike Fighter Aviador del Año" (1999). Wilmore es el destinatario de la Strike Fighter Wing Atlántico Scott Speicher Premio " Excelencia Empleo de Armas (1998). En 2003 Barry Wilmore fue exaltado a la Universidad Tecnológica de Tennessee "Sports Hall of Fame".